# Station Koronowo
Station Koronowo is een spoorwegstation in de Poolse plaats Koronowo.